# Ministerstvo zemědělství České republiky
Ministerstvo zemědělství je ústředním orgánem státní správy pro oblast zemědělství. Bylo zřízeno zákonem č. 2/1969 Sb., o zřízení ministerstev a jiných ústředních orgánů státní správy České socialistické republiky. Tento kompetenční zákon (ve znění pozdějších předpisů) vymezuje základní působnost ministerstva.

## Historie
Ministerstvo zemědělství (orby) bylo zřízeno v roce 1868 a převzalo zemědělské agendy od ministerstva obchodu a národního hospodářství a berní záležitosti od ministerstva financí. Ministerstvu zemědělství náležela vrchní správa všech zemědělských záležitostí (polního hospodářství, lesnictví, vinařství, ovocnářství, hedvábnictví, chovu dobytka a včelařství, též vrchní řízení zemědělského, lesního a horního školství, vrchní správa zemědělského úvěru, pojištění a zemědělského spolčování, od roku 1872 vrchní správa státních lesů, statků, dolů a správa církevních statků a studijních fondů, správa státních hřebčinců, agenda při scelování pozemků, ochrana polí, honitby a rybářství.

### Ministerstvo zemědělství (1938)
- Ministr zemědělství: JUDr. Josef Zadina
- Ministrův kabinet: přednostou ministerský rada Ing. Jan Mazanec
- Prezidium: přednostou JUDr. Otto Eisenstein
- I. Odbor (školský, osvětový a výzkumnický)
- II. Odbor (národohospodářský a sociální)
- III. Odbor (technický)
- IV. Odbor (zemědělská výroba)
- V. Odbor (obchodně-politický)
- VII. Odbor (právní)
- VIII. Odbor (Ústřední ředitelství státních lesů a statků): v letech 1923–1939 generální ředitel státních lesů a statků Ing. Dr. techn. Karel Šiman (* 23. 2. 1882 Bavorov, 17. † 12. 1957 Písek).[3] Náměstek generál. řed. státních lesů a statků Ing. Oskar Čermák

Oddělení VIII A/1 spravovalo agendy: Všeobecná organizace služby v podniku „Státní lesy a statky“. Návrhy v osobních věcech zaměstnanců pro lesnické služby, všeobecný referát rozpočtový a bilanční statistika nákladů společné správy, všeobecné věci účetně-administrativní. Praktické zkoušky lesnické pro správu státních lesů, unifikace administrativních předpisů, vedení důvěrného protokolu, informační lesnická služba tisková a propagační, stejnokroje zaměstnanců podniku „Státní lesy a statky“, odměny, výpomoci a podpory, knihovna ústředního ředitelství státních lesů a statků. Přednostou oddělení byl lesní rada Ing. František Zoban; přiděleni mu byli lesmistři: Ing. Jan Hausknecht a Ing. Eduard Pelikán; akt. tajemník Zoltán Šebo.
Oddělení VIII A/2 spravovalo agendy: Všeobecné věci služebního poměru zaměstnanců podniku „Státní lesy a statky“, osobní záležitosti těchto zaměstnanců (kromě zaměstnanců ministerstva zemědělství a ústředí) a věci patronátní. Přednostou oddělení byl vládní rada Rudolf Semín; přiděleni mu byli odborní radové: JUDr. Josef Vaněk, JUDr. Karel Šafránek; vrchní akt. tajemník: Josef Podivínský, Václav Miler; akt. tajemník Karel Jerling.
Oddělení VIII B mělo na starosti: Organizaci a inspekci lesního hospodářství pro zakládání, pěstění a ochranu státních lesů; inspekci služby zaměstnanců státních lesů (bez zaměstnanců při zařizovací a stavební lesní službě); obchodní a průmyslovou službu lesní; zpeněžení lesních výrobků, průmyslové závody dřevařské; obchodní statistiku (lesní); lesní semenářství; věci honební (pokud šlo o statky spravované ústředním ředitelstvím); rybářství v horských vodách při lesním hospodářství. — Přednostou byl ministerský rada Ing. Stanislav Voda; přiděleni mu byli: vrchní odborný rada Ing. Dr. techn. Norbert Frejka; vrchní lesní rada Jan Mayer; lesní radové: Ing. Josef Biringer, Ing. Dr. techn. Jaromír Folk; lesní kontrolor Josef Jílek.
Oddělení VIII C spravovalo agendy: Evidenci majetku a zařízení lesů, zaměření státních lesů a statků; zařízení státních lesů a hospodářské lesní plány; inspekce služby zaměstnanců při zařizovací službě; mimořádné těžby; ocenění státních lesů a statků; katastr hospodářského zařízení; statistika pozemkového majetku státního; věci reparační; pozemková reforma na lesní půdě. Přednostou byl ministerský rada Ing. Dr. techn. Bedřich Killinger; přiděleni mu byli: lesní rada Ing. František Kurial; lesmistr Ing. František Hrnčíř, Ing. Václav Starec; lesní I. třídy Václav Nejedlý.
Oddělení VIII D pro polní hospodářství; rybářství; zemědělský průmysl; záležitosti zaměstnanců těchto odborů; pozemkovou reformu na zemědělské půdě a hospodářskou obchodní statistika vedl přednosta: ministerský rada Ing. Jaroslav Havelka; přiděleni mu byli: vrchní odborný rada Čestmír Pánek; odborný rada Ing. Dr. techn. Karel Boháček; vrchní hospodářští správci: Ing. Vojtěch Čepí a Ing. Josef Vepřík.
Oddělení VIII E mělo na starosti pozemní stavby; dopravní prostředky (lesní a jiné); stavby vodní a průmyslové; stavební investice; stavební plány a rozpočty; odhady budov; inspekci stavební služby u ředitelstev státních lesů a statků. Přednostou byl vládní rada Ing. Dr. techn. Karel Kvapil; přiděleni mu byli: vrchní technický rada Ing. Jaroslav Kubr; lesní rada Ing. Zdeněk Krčál; technický rada Ing. Jaroslav Douša; vrchní stavební revident Václav Feigl.
Oddělení VIII F pro záležitosti, při nichž se jednalo o použití a výklad právních norem a právních listin nebo o jejich sepsání; spolupůsobilo v odborných záležitostech, kdy se vyřízením zakládala, měnila nebo rušil práva nebo právní závazky; vyhotovení a přezkoumání návrhu smluv a právních listin. Přednostou oddělení byl ministerský rada JUDr. Rudolf Rouček; přiděleni mu byli: ministerský rada JUDr. Viktor Veselý; vrchní právní rada JUDr. Jaroslav Kryštůfek; vrchní ministerští komisaři: JUDr. Jan Procházka, JUDr. Jan Wagner.
- IX. Odbor (pro pozemkovou reformu)[5]

### Ministerstvu zemědělství podřízené úřady, ústavy a školy
- I. Zemědělské školy státní a soukromé
- II. Zemědělské státní výzkumnictví (Výzkumné ústavy a stanice, pokusné a vzorné objekty)
- III. Státní diagnostický a serotherapeutický veterinární ústav v Ivanovicích na Hané
- IV. Zemědělský ústav účetnicko-spravovědný v Praze
- V. Státní hřebčince, hřebčíny a hříbárna
- VI. Zemědělské úřady práce a úrazová pojišťovna zemědělská v zemi Slovenské a v zemi Podkarpatoruské
- VII. Státní úřady pro agrární operace
- VIII. Zemědělsko-technická lesní služba dohlédací u politických úřadů
- IX. Správa státních lesů a statků

Správní sbor: členové správního sboru: Generální ředitel státních lesů a statků Dr. Ing. Karel Šiman; náměstek generálního ředitele. st. lesů a statků Ing. Oskar Čermák; ministerský rada JUDr. Rudolf Rouček, odborný přednosta a přednosta prezidia ministerstva zemědělství JUDr. Otto Eisenstein, ministerský rada. Ing. St. Voda, ministerský rada Ing. Jaroslav Havelka, ministerský rada ministerstva financí Zdeněk Ryc, ministerský rada Ing. Dr. Bedřich Killinger, vládní rada Ing. Dr. Karel Kvapil; zástupci členů správního sboru: vládní rada a ředitel stát. lesů a statků Ing. Antonín Bednář, min. rada Dr. Viktor Veselý, min. rada Ing. Jan Mazanec, vrch. lesní rada Ing. Fr. Budín, vrch. odb. rada Čestmír Pánek, vrch. odb. rada min. fin. Josef Kouřimský, les. rada Ing. Fr. Kurial, vrch. techn. rada Ing. Jaroslav Kubr, vrch. les. rada Ing. Karel Zelenka.
Vrchní vedení podniku obstarával odbor VIII. ministerstva zemědělství jako ústřední ředitelství státních lesů a statků (generální ředitel: Dr. Ing. Karel Šiman; náměstek gener. ředitele Ing. Oskar Čermák), jemuž přímo podléhaly také právy státních cukrovarů ve Zvoleněvsi a ve Smiřicích. Jako III. instanci mu podléhala ředitelství státních lesů a statků:
1. Ředitelství státních lesů a statků v Praze-Bubenči (vládní rada Ing. Antonín Bednář); v II. instanci správy státních statků v Benešově, Bystrém, v Jenči, v Ploskovicích, ve Smiřicích, ve Zvoleněvsi; správy státních lesů a statků v Brandýse n. Lab., v Bezně, v Domoušicích, ve Smečně; správy stát. lesů v Bohutíně, Buková v Křivoklátě, v Bystrém, v Červeném Poříčí, v Dobré, Dřevíč v Nové Huti pod Nižborem, v Horšovském Týně, v Hoříněvsi, v Chudoslavicích, v Kácově, Kolná v Broumech, v Lužné, Obora v Roztokách, v Tachově, Želetínka v Konopišti; správa státních lomů v Požárech; správa státních pivovarů v Benešově, v Buštěhradě; správa semenářského závodu stát. lesů v Praze-Bubenči; správy nadačních lesů a statků v Hořicích, v Kuksu-Hradišti, v Ronově n. Doubr., v Ledči n. Sáz., v Karlštejně.
2. Ředitelství státních lesů a statků v Liberci (vládní rada Ing. Karel Dobrý); v II. instanci správa státních lesů a statků v Ostrově u Karl. Varů; správy stát. lesů v Binsdorfu, ve Cvikově, ve Frýdlantě, v Horní Blatné, v Hor. Litvínově, v Jáchymově, v Kraslicích, v Liberci, v Novém Světě-Harrachově, v Přísečnici, v Rybništi, ve Vrchlabí, v Zákupech; správa stát. statků v Zákupech; správa lesů a statků české náboženské matice v Nejdku.
3. Ředitelství státních lesů a statků v Třeboni (vládní rada Ing. Rudolf Komárek); v II. instanci správy stát. lesů v Dlouhé Vsi, v Chlumu, v Jindř. Hradci, v Kardašově Řečici, v Nových Hradech, v Protivíně, v Třeboni, ve Vimperku, v Železné Rudě; správa stát. lesů a statků v Českém Rudolci; správy stát. statků v Kestřanech, v Netolicích (se zámkem Kratochvíle), v Šimanově, v Třeboni; správy stát. rybníků v Jindř. Hradci, v Protivíně, v Třeboni; správa stát. statků a rybníků v Chlumu.
4. Ředitelství státních lesů a statků v Hodoníně (vládní rada Ing. Jan Novák); v II. instanci správy státních statků v Hodoníně, v Holíči, v Hrušovanech, v Janově (Uherčice); správy stát. lesů a statků v Rosicích, v Šaštíně, v Židlochovicích; správy stát. lesů v Hodoníně, v Holíči, v Jaroměřicích, v Jemnici, ve Znojmě; správy nadačních velkostatků v Časté, v Pezinku.
5. Ředitelství státních lesů a statků ve Frýdku (vládní rada Ing. Jindřich Duras); v II. instanci správy státních lesů: Horní Staré Hamry ve Starých Hamrech, Dolní Staré Hamry ve Starých Hamrech, Mohelnice v Krásné, Horní Morávka v Morávce, Dolní Morávka v Pražmě, v Písku u Jablunkova, v Lomné, v Tyře, ve Střítěži, v Hanušovicích n. M., v Rudě n. M., v Lanškrouně, v Karlově; správy stát. pily ve Frýdku, v Jablůnkově-Návsí; správy stát. statků ve Frýdku, v Čes. Těšíně, v Německé Lutyni, Nerad v Německé Lutyni; správa státní mlékárny v Českém Těšíně.
6. Ředitelství školního lesního statku «Masarykův Les» vysoké školy zemědělské v Brně (předseda správního výboru prof. Ing. Dr. Rudolf Haša); v II. instanci správy státních lesů v Adamově, v Bílovicích n. Sv., v Babicích n. Sv., ve Křtinách a správa stát. pily v Adamově.
7. Ředitelství státních lesů a statků v Banské Bystrici (vládní rada Ing. Nikodém Panák); v II. instanci správy stát. lesů ve Zvoleni, ve Starých Horách, Lučatín ve Slov. Lupči, ve Slovenské Lupči, ve Sv. Ondřeji, Jasenie v Predajné, v Predajné, ve Stiavničce, Hronec ve Štiavničce, Osrblie v Hronci, v Krámě, v Dobroči, v Michalové, v Beňuši, Bacúch v Beňuši, v Závadce, v Pohořelé, v Telgártě, v Šumiaci; mimo to správa stát. lesních drah v Hronci, správy stát. pily v Banské Bystrici, ve Stiavničce, v Jánošovce, v Gašperově, v Polomce.
8. Ředitelství státních lesů a statků v Žarnovici (vrchní lesní rada Ing. Fr. Kosař); v II. instanci správy stát. lesů Brod v Žarnovici, ve Hvozdnici, v Hliníku, v Jalné, v Kremnici, v Banské Štiavnici, v Bohunicích, ve Vigláši v Kriváň-Detvě, v TopolčianKách, ve Sv. Antolu; správa státní pily v Žarnovici; správa stát. statků ve Vigláši.
9. Ředitelství státních lesů a statků v Liptovském Hrádku (správou pověřen vrchní lesní rada Ing. Andrej Barna); v II. instanci správy stát. lesů v Malužiné, ve Svaríně, v Černém Váhu, v Lipt. Tepličce, Vysoké Tatry pod Gerlachem, v Lipt. Osadě, v Javorině, v Ľubochni, v Hrabušicích; mimo to správa stát. pily v Lipt. Hrádku.
10. Ředitelství státních lesů a statků v Solivaru (vrchní lesní rada Ing. Fr. Hojdar); jako II. instanci mu podléhají správy stát. lesů, a to: ve Zborově, v Kokošovcích, v Kecerovských Peklanech, ve Staré Vodě, ve Smolnické Huti, ve Zlaté Idke, v Zámutově, v Lukoviě, v Rožňavě, ve Slanci, v Betliaru, v Muráni, v Revúci, v Ratkové; správa stát. lesů a statků v Melechedi ( do r. 1948 Melecheď, nyní Teplý Vrch).
11. Ředitelství státních lesů a statků v Užhorodě (vládní rada Ing. Zdeněk Pittermann); v II. instanci správy stát. lesů v Užhorodě, v Kamenici nad Uhom (Кам'яниця), v Tuřích Remetách (Turie Remety), v Poroškově (Поро́шково), v Dubriničích (Дубриничі), v Černoholové, ve Ljutě (Люта), v Žornovém (Žornava, 48.9890711N, 22.6380200E), ve Stavném (Ставне, 48.9929081N, 22.6953181E), v Záhatí (Загаття, 48.3956350N, 22.9524942E), v Antalovcích, správa stát. lesních drah v Perečíně.
12. Ředitelství státních lesů a statků v Buštině (vládní rada Ing. Ladislav Thegze); v II. instanci správy stát. lesů v Německé Mokré (1946–2016 Komsomolsk), v Brusturách (Lopukhiv), Čorná Nižší v Ustčorné, Čorná Vyšší v Ustčorné, v Dubovém, v Chustu, v Koločavě, v Siněvirské Poljaně; správa stát. skladu na dříví a parní pily v Terešvě; správa stát. les. drah v Ustčorné (Königsfeld).
13. Ředitelství státních lesů a statků v Rachovu (vrchní lesní rada Ing. Jaroslav Tichý); v II. instanci správy státních lesů v Kobylecké Poljaně, ve Velkém Bočkově, Svidovec v Jasině (Jassinja), v Trebušanech, Černá Tisa (Tschorna Tyssa) v Jasině, Lazazčina v Jasině, Ústí řeky v Bohdanu, Bohdan v Bohdanu, Bílá Tisa v Bohdanu (Rachov).
14. Lesní taxační kancelář státních lesů v Brandýse nad Labem (vrchní lesní rada Ing. Jan Paleček).
15. Ředitelství školního lesního statku Kostelec nad Černými Lesy vysoké školy zemědělského a lesního inženýrství v Praze (předseda správ. výboru prof. Ing. Gabriel Jirsík), jemuž podléhala správa stát. lesů v Kostelci n. Č. L.
- X. Odborní inspektoři, instruktoři a konzultanti
- XI. Ministerstvo zemědělství – Kolonizační referát v Bratislavě
- XII. Státní obvodové úřadovny pro pozemkovou reformu[7]

### Ministerstvo zemědělství (1939–1945)
Protektorátní ministerstvo zemědělství spolupracovalo v rámci dvojkolejní okupační správy se svým protějškem v Úřadu říšského protektora (ÚŘP) – skupinou „Ernährung und Landwirtschaft” (E–L) a skupinou „Forst und Holzwirtschaft und Jagdwesen”, dále pak se svými podřízenými institucemi řízeného hospodářství – trhovými svazy. Ministerstvo zemědělství bylo na základě vládního nařízení ze dne 18. září 1939 zmocněno k celé řadě zásahů v zemědělském sektoru a formálně tak bylo nejvyšším orgánem řízeného hospodářství protektorátního zemědělství. Vládním nařízením ze dne 7. srpna 1940 obdrželo další kompetence a spravovalo veškeré záležitosti v oblasti výživy a zásobování obyvatelstva potravinami. Vedle toho bylo současně kontrolováno a úkolováno ÚŘP. Ministerstvo zemědělství řídili postupně: Ladislav Feierabend (do 26. ledna 1940), dočasně Jaroslav Krejčí, Mikuláš Bubna z Litic (3. února 1940 – 19. ledna 1942) a od ledna 1942 až do konce války jako ministr zemědělství a lesnictví Adolf Hrubý. V roce 1942 bylo ministerstvo zemědělství přejmenováno na „Ministerstvo zemědělství a lesního hospodářství”. Z jeho působnosti byla vyjmuta agenda hospodářských škol, zemědělských vodních staveb a veterinární záležitosti.

#### Organizace ministerstva v letech 1939–1943
Sekce I (Školství, osvěta, výzkumnictví), Eduard Reich
Sekce II (Hospodářství a sociální péče), J. Martinilík
Sekce III (Zemědělská technika), Václav Topol
Sekce IV (Zemědělská výroba), JUDr. Otto Frankenberger
Sekce V (Obchodní politika), Bohumír Hanosek
Sekce VI (Lesnictví), J. Martinilík
Sekce VII (Právní sekce)
Sekce VIII (Správa státních lesů a statků), Karel Šiman
Sekce IX (Pozemková reforma)

#### Organizace ministerstva zemědělství a lesnictví 1943–1945
Sektion I (Landwirtschaftliches Lehrwesen und allgemeine Erzeugung / Zemědělské učitelství a všeobecná výroba), Hans Seeler
Sektion II (Tierzucht und tierische Erzeugung / Chov dobytka a živočišná výroba), S. Wiarda
Sektion III (Ackerbau und Pflanzenbau / Zemědělství a rostlinná výroba), H. Engelke
Sektion IV (Ernährungswirtschaft und öffentliche Bedarfsdeckung / Potravinářský průmysl a pokrytí potřeb veřejnosti), P. Hunecke
Sektion V (Gesetzgebung, allgemeine Rechts- und Verwaltungsangelegenheiten / Legislativa, obecné právní a správní záležitosti), F. J. Niemann
Sektion VI (Politischen Forstverwaltung / Politická lesní správa)
Z působnosti nového ministerstva zemědělství a lesnictví byla vyňata agenda veterinární (přiřazena ministerstvu vnitra), věci zemědělského školství (přiřazeny ministerstvu školství), agenda vodního hospodářství, vodního práva a zemědělských vodních staveb (přešla na ministerstvo dopravy a techniky). Ministerstvo obdrželo naopak od ministerstva školství a národní osvěty agendu ochrany přírody a domoviny. Protektorátní pozemková a osídlovací politika vyústila v samostatnou odnož zemědělské politiky pod vlivem orgánů SS a Říšského komisaře pro upevnění němectví. Dne 24. dubna 1942 byl obnoven Pozemkový úřadu pro Čechy a Moravu (Bodenamt für Böhmen und Mähren), který obdržel všechnu agend odborů MZAL (dosud pod komisařskou správou) a jiné kompetence pro obchodování s pozemky.

### Ministerstvo zemědělství (1945–1969)
Po osvobození v roce 1945 byla dekretem prezidenta republiky č. 1/45 Sb. činnost ministerstva zemědělství obnovena. Nový organizační řád ministerstva byl vydán s platností od 28. července 1945. Ministerstvo zemědělství vykonávalo v poválečném Československu státní zemědělskou správu v nejvyšší instanci, na dalším stupni nově zřízené orgány státní moci a správy národní výbory (podle koncepce moskevského vedením Komunistické strany Československa. Po vytvoření Národní fronty Čechů a Slováků se stalo ministerstvo zemědělství (společně s ministerstvem vnitra) strategickým cílem komunistické strany. Prvním poválečným ministrem zemědělství stal Jůlius Ďuriš.
I. Odbor (Péče o zemědělského člověka), který sestával z oddělení plánovacího, informačního, organizačního, zahraničního a oddělení zemědělského výzkumnictví. Spravoval Státní archiv zemědělský.
II. Odbor (Živočišná výroba) měl v agendě chovu skotu, koní a drobných hospodářských zvířat.
III. Odbor (Rostlinná výroba) pro agendu obilovin, průmyslových rostlin, osiva, sadbu, šlechtění a ochrany rostlin, též agendu strojených hnojiv.
IV. Odbor (Technický) sestával z oddělení strojního, stavebního, vodního hospodářství v zemědělství a meliorace, pro zemědělské zájmy v průmyslové výrobě a agendy úprav pozemkové držby.
V. Odbor (Právní a sociální) se členil na oddělení legislativní, sociální, odbytu zemědělských výrobků a záležitostí UNRRA.
VI. Odbor (Lesní) zajišťoval agendu organizační, správní a rozpočtovou, v jeho kompetenci se nacházely otázky spojené s prováděním tzv. lesní reformy, lesního hospodářství, zpeněžování dřeva, ochranou lesní půdy, lesním výzkumnictvím a myslivostí.
VII. Odbor (Družstevní) sestával z oddělení propagace družstevnictví, zemědělských výrobních a ostatních družstev.
VIII. Odbor (Ústřední ředitelství státních lesů a statků) byl tvořen skupinou státních lesů a skupinou polního hospodářství.
IX. Odbor (Pozemková reforma) sestával z oddělení konfiskace a rozdělení půdy, oddělení pro osídlování a pro příděl půdy (pod nimiž se nacházely příslušné referáty) a z rozsáhlé agendy Národního pozemkového fondu. Odbor byl samostatnou právnickou osobou a v jeho čele stál předseda, jmenovaný na návrh ministra zemědělství vládou, byl obdařen širokou kompetencí a až do roku 1948 patřil platil za nejdůležitější odbor MZ.
V roce 1951 byla ministerstvu zemědělství odňata agenda lesního hospodářství, která byla převedena do nově zřízené „ministerstvo lesů a dřevařského průmyslu”. V roce 1953 bylo zřízeno samostatné „ministerstvo státních statků”, které převzalo celou agendu státních statků dosavadního ministerstva zemědělství a pověřenectva zemědělství. Ve stejném roce došlo k opětovnému spojení ministerstva zemědělství a ministerstva státních statků do ministerstva zemědělství a v roce 1955 bylo opět ministerstvo státních statků vyděleno a v roce 1956 zrušeno společně s ministerstvem lesů a dřevařského průmyslu. 
Jejich působnost byla přenesena na ministerstvo zemědělství, které bylo přejmenováno na „ministerstvo zemědělství a lesního hospodářství”. V roce 1960 mu byla přidělena i agenda vodního hospodářství a název změněn na „ministerstvo zemědělství, lesního a vodního hospodářství”. V roce 1965 byla zřízena „Ústřední správa vodního hospodářství” a agenda řízení vodního hospodářství byla z působnosti ministerstva zemědělství, lesního a vodního hospodářství vyňata a zřízeno opět „ministerstvo zemědělství a lesního hospodářství”. V roce 1967 bylo zřízeno „ministerstvo lesního a vodního hospodářství”, do jehož působnosti přešla agenda lesního hospodářství z ministerstva zemědělství a lesního hospodářství a agenda vodního hospodářství. Agenda zemědělská byla svěřena novému „ministerstvo zemědělství a výživy”.

### Federální ministerstvo zemědělství a výživy (1969–1992)
Na základě přijetí ústavního zákona o československé federaci České národní rady č. 2/1969 Sb. ze dne 8. ledna 1969 zřízeny ministerstva a ústřední orgány státní správy České socialistické republiky. Ústředním orgánem státní správy pro zemědělství, potravinářský průmysl, myslivost a rybářství se stalo ministerstvo zemědělství a výživy. Na úseku lesního a vodního hospodářství a ochrany čistoty ovzduší se ústředním orgánem stalo „ministerstvo vodního a lesního hospodářství”. Na federální úrovni byl zřízen výbor pro zemědělství a výživu.

## Oblasti působnosti
Ministerstvo zemědělství je ústředním orgánem státní správy pro
- zemědělství (s výjimkou ochrany zemědělského půdního fondu)
- pro vodní hospodářství (s výjimkou ochrany přirozené akumulace vod, ochrany vodních zdrojů a ochrany jakosti povrchových a podzemních vod)
- pro potravinářský průmysl
- lesy, myslivost a rybářství (s výjimkou území národních parků)
- věci komoditních burz, které organizují obchody se zbožím pocházejícím ze zemědělské a lesní výroby, včetně výrobků vzniklých zpracováním takového zboží
- veterinární péči, rostlinolékařské péči a péči o potraviny
- ochranu zvířat proti týrání
- pro ochranu práv k novým odrůdám rostlin a plemenům zvířat

Ministerstvo dále má 66 poboček – agentur pro zemědělství a venkov.

## Sídlo
Ministerstvo sídlí na adrese Praha 1 – Nové Město, Těšnov 65/17 (další adresy této budovy: nábřeží Ludvíka Svobody 65/14, Klimentská 65/29, Stárkova 65/6).
Stavební pozemky na někdejším Petrském nábřeží vznikly úpravou koryta Vltavy a demolicí Helmových mlýnů, které v roce 1901 kompletně vyhořely. Kvůli zpevnění terénu stojí budova na 1740 pilotech. Neoklasicistní budovu navrhl architekt František Roith, stavěna byla v letech 1928–1932. Základní kámen položil ministr Otakar Srdínko 18. května 1928. Při stavbě bylo využito tehdy nejmodernější techniky, čtyřicetimetrových jeřábů, železobetonu a poprvé v Praze i litého betonu, což umožnilo provést hrubou stavbu za pouhý rok. Kolaudace stavby proběhla v březnu 1932. Celkový rozpočet byl 47 milionů korun, na jejím zhotovení se podílelo více než padesát odborných firem. Ve 4. patře je bývalý reprezentativní byt ministra, nynější pracovna ministra a jednací sály.
Při výstavbě byl hojně využit přírodní kámen, zejména světlé žuly, například vnější obklad je z bílé slezské žuly z Jesenicka, na portál a obklad přízemí je použita středočeská požárská žula, hlavní římsa je z nevýrazně porfyrické žuly mrákotínské. Masivní zábradlí a část obkladů a dlažby jsou ze sliveneckého mramoru, na dvoranu a podesty byl použit jaroškovský mramor. Na části dlažeb byl použit šedý lipovský mramor. Ze zvláštního druhu lipovského mramoru, bílého, tmavě pravidelně pruhovaného (Cipollino S nebo zebra) jsou obloženy pilíře ve dvoraně i v poschodích budovy. Světle nebo tmavěji nahnědlé až narůžovělé odrůdy slovenského tuhárského mramoru byly použity na krby a parapety na schodišti. Z velmi dekorativního, medově zlatého tzv. onyxového mramoru ze Slovenska jsou části obkladů ve vestibulech.
Čtyři sedící ženské postavy nad vchodem, představující různé obory zemědělství, modelovali sochaři Karel Štipl a Jaroslav Brůha a odlil Franta Anýž.
Původní oběžný výtah (páternoster), umístěný v levé části hlavního atria, vyrobila firma Kolben & Daněk, ČKD, roku 1930, roku 2004 byl vyměněn za zcela nový od firmy Kone, avšak dvanáct kabinek i dřevěné obložení a další viditelné prvky byly vyrobeny jako replika původního výtahu. Výtah obsluhuje 5 pater.
V sobotu 16. května 2015 byla budova mimořádně zpřístupněna veřejnosti v rámci akce Open House. Možnosti využilo asi tisíc lidí.
U předmostí Hlávkova mostu poblíž budovy ministerstva je umístěn pomník obětem kolektivizace zemědělství, metafora rašících obilných klasů obehnaných ostnatým drátem. K vybudování pomníku vyzvala v červnu 2001 valná hromada Asociace soukromého zemědělství ČR. Ve veřejné sbírce se sešlo přes 1,3 miliónu korun od 717 osob, magistrát zajistil úpravu pozemku pro pomník. Byl slavnostně odhalen v neděli 23. května 2004 ve 13. hodin. Autorem je Jiří Plieštik. Na pamětní desce je umístěn text ze Selských písní Josefa Václava Sládka.

## Podřízené organizace

### Organizační složky státu, které jsou orgány státní správy
- Česká plemenářská inspekce
- Státní veterinární správa České republiky
- Státní zemědělská a potravinářská inspekce
- Ústav pro státní kontrolu veterinárních biopreparátů a léčiv
- Ústřední kontrolní a zkušební ústav zemědělský
- Státní pozemkový úřad

### Organizační složky státu, které nejsou orgány státní správy
- Ústav pro hospodářskou úpravu lesů

### Státní příspěvkové organizace
- Česká akademie zemědělských věd
- Státní veterinární ústav
- Státní veterinární ústav České Budějovice
- Státní veterinární ústav Jihlava
- Státní veterinární ústav Olomouc
- Státní veterinární ústav Praha
- Ústav zemědělské ekonomiky a informací
- Národní hřebčín Kladruby nad Labem
- Národní zemědělské muzeum
- Zařízení služeb MZe
- Mateřská škola Klásek

### Státní podniky
- Lesy České republiky
- Mezinárodní testování drůbeže, státní podnik
- Povodí Labe, státní podnik
- Povodí Moravy, s.p.
- Povodí Odry, státní podnik
- Povodí Ohře, státní podnik
- Povodí Vltavy, státní podnik
- Zemský hřebčinec Písek státní podnik
- Zemský hřebčinec Tlumačov, státní podnik

### Národní podnik
Budějovický Budvar, národní podnik

### Státní akciové společnosti
- Jihomoravské pivovary, a.s.
- Podpůrný a garanční rolnický a lesnický fond, a.s.
- Státní zkušebna zemědělských, potravinářských a lesnických strojů, akciová společnost

### Státní fond
- Státní zemědělský intervenční fond

### Veřejné výzkumné instituce
- Výzkumný ústav lesního hospodářství a myslivosti, v. v. i.
- Výzkumný ústav monitoringu a ochrany půdy, v. v. i.
- Výzkumný ústav potravinářský Praha, v.v.i.
- Výzkumný ústav rostlinné výroby, v.v.i.
- Výzkumný ústav veterinárního lékařství, v. v. i.
- Výzkumný ústav zemědělské techniky, v. v. i.
- Výzkumný ústav živočišné výroby, v. v. i.